# Istvándi
Istvándi é um município da Hungria, situado no condado de Somogy. Tem 30,3 km² de área e sua população em 2019 foi estimada em 607 habitantes.